# Ellsworth (Nuevo Hampshire)
Ellsworth es un pueblo ubicado en el condado de Grafton en el estado estadounidense de Nuevo Hampshire. En el Censo de 2010 tenía una población de 83 habitantes y una densidad poblacional de 1,49 personas por km².

## Geografía
Ellsworth se encuentra ubicado en las coordenadas 43°54′42″N 71°46′8″O / 43.91167, -71.76889. Según la Oficina del Censo de los Estados Unidos, Ellsworth tiene una superficie total de 55.65 km², de la cual 55.33 km² corresponden a tierra firme y (0.57%) 0.32 km² es agua.

## Demografía
Según el censo de 2010, había 83 personas residiendo en Ellsworth. La densidad de población era de 1,49 hab./km². De los 83 habitantes, Ellsworth estaba compuesto por el 93.98% blancos, el 0% eran afroamericanos, el 6.02% eran amerindios, el 0% eran asiáticos, el 0% eran isleños del Pacífico, el 0% eran de otras razas y el 0% pertenecían a dos o más razas. Del total de la población el 1.2% eran hispanos o latinos de cualquier raza.